# Чмельов Сергій Петрович
Чмельов Сергій (1896 — 27 жовтня 1941) — письменник-гуморист родом з Нової Водолаги на Харківщині. Закінчив юридичний факультет Імператорського харківського університету і працював народним суддею в м. Валках на Харківщині.
Про життя Сергія Чмельова дуже мало відомостей. Дані про смерть суперечать одне одному. За однією з версій письменник помер від туберкульозу на восьмий день окупації німецькими військами міста Валки 27 жовтня 1941 року. За іншою версією він став жертвою сталінських репресій і загинув у ГУЛАГу.

## Творчість
Друкуватися почав 1925, був членом літературної організації «Плуг». Збірники сатири та гумору «Горохом об стіну», «Пальцем у небо» (1929), «А ви кажете», «Кіно-ідеологія», «Ваші знайомі» (1930), «Свиняча справа», «Мертві душі», «Собі дорожче» (1931), «Перекваліфікація» (1933), «Навіть дивно!» (1934). Посмертні видання: «Клаптик історії» (1962); «Самогубець» (Бібліотека «Перця», № 387. 1991).